# 哈爾·芬尼
哈爾·芬尼（英語：Hal Finney，1956年5月4日—2014年8月28日），美國人，PGP公司的程式設計員，為菲爾·齊默爾曼（Phil Zimmermann）所聘任的第二位員工。他是第一位經由交易機制得到比特幣的人。哈爾·芬尼曾經與多利安·中本居住於同一社區達十年之久，使他被認為是化名「中本聪」的比特幣發明人真身之一，但是這個說法被他本人否認了。
2009年10月，哈爾·芬尼在網誌平台LessWrong上宣布自己確診罹患肌萎縮性脊髓側索硬化症（ALS），在此之前他是活躍的慢跑運動者。
2014年8月28日，哈爾·芬尼因ALS的併發症在亞利桑那州鳳凰城逝世，享年58歲。他的遺體由阿爾科生命延續基金（Alcor Life Extension Foundation）以人體冷凍技術保存。